# کارلوس کابایرو (بازیکن فوتبال، زاده ۱۹۵۸)
کارلوس کابایرو (اسپانیایی: Carlos Caballero‎؛ زادهٔ ۵ دسامبر ۱۹۵۸) بازیکن و مربی فوتبال اهل هندوراس بود.
وی همچنین در تیم ملی فوتبال هندوراس بازی کرده‌است.